# 国际翻译日
国际翻译日是每年9月30日表彰翻译工作者的节日。当天是《聖經》翻译者哲罗姆的瞻礼，他翻譯了天主教的拉丁文權威譯本《武加大译本》，被誉为翻译者的守護者。
2017年5月24日，联合国大会通过71/288号决议，宣布将9月30日定为国际翻译日，表彰翻译工作者在联系各国中所起的作用。该决议的草案A/71/L.68由阿塞拜疆、孟加拉国、白俄罗斯、哥斯达黎加、古巴、厄瓜多尔、巴拉圭、卡塔尔、土耳其、土库曼斯坦和越南11个国家联署。除了国际翻译工作者联合会，还有几个组织主张通过该决议，包括国际会议翻译工作者协会、Red T和国际手语翻译协会。
联合国在当天还会举行一年一度的圣哲罗姆翻译比赛（St. Jerome Translation Contest），翻译语种为阿拉伯语、汉语、英语、法语、俄语、西班牙语和德语。